# Косьцелиско (гмина)
Косьцелиско (пол. Kościelisko) — сельская гмина (волость) в Польше, входит как административная единица в Татровский повет, Малопольское воеводство. Население — 7995 человек (на 2004 год).

## Демография
| Перепись                       | Всего   | Всего | Женщины | Женщины | Мужчины | Мужчины |
| ------------------------------ | ------- | ----- | ------- | ------- | ------- | ------- |
| Единицы                        | человек | %     | человек | %       | человек | %       |
| Население                      | 7995    | 100   | 4075    | 51      | 3920    | 49      |
| Плотность населения (чел./км²) | 58,6    | 58,6  | 29,9    | 29,9    | 28,7    | 28,7    |

## Сельские округа
1. Дзяниш
2. Косьцелиско
3. Витув

## Соседние гмины
1. Гмина Чарны-Дунаец
2. Гмина Поронин
3. Закопане